# Flight: A Quantum Fiction Novel
Flight: a quantum fiction novel è un romanzo fantastico della scrittrice statunitense Vanna Bonta.
Pubblicato nel 1995, il romanzo racconta di uno scrittore nella vita del quale, a poco a poco, si materializza ciò che sta scrivendo. È ambientato tra la fine del XX secolo e l'inizio del XXI, al culmine della cultura materialistica e consumistica, alle soglie dell'era dell'informazione.
La trama principale vede Mendle J. Orion, scrittore di fantascienza, consumato dall'angoscia che i falsi valori della società e la corruzione gli provocano. Orion mette in dubbio la natura della realtà e di ciò che contiene. Disperato e alla ricerca del vero amore, trova conforto solo nel lavoro, e nell'alcool a volte, mentre per il resto è disgustato dalla cultura superficiale e dai rapporti umani frivoli e meschini. La trama secondaria verte invece sul romanzo che Orion sta scrivendo e ha per protagonista un'eroina dello spazio che viaggia attraverso varie dimensioni, chiamata Aira Flight.

## Ambientazione

### Sinossi
Il romanzo si svolge tra la fine del Novecento e il Duemila, ed è ambientato negli Stati Uniti, in particolare a Los Angeles, California, dove Mendle Orion vive e lavora facendo lo scrittore. Sono menzionate anche altre città, come San Diego, in cui Mendle partecipa alla Worldcon, una famosa convention mondiale di fantascienza. Il libro termina poi in una fattoria della campagna del Kentucky.
Tra gli aspetti principali del libro, c'è che utilizza numerose tecniche narrative per evidenziare l'aspetto illusorio della realtà.

### Multiverso
Nel romanzo che Mendle Orion sta scrivendo, e che è una trama secondaria di Flight, compaiono dei mondi paralleli. Anche nella trama principale ci sono eventi che accadono in un multiverso parallelo.

### Z Zone
La "Z Zone" (Zona Sonno) è un universo immaginario in cui le persone decidono di rifugiarsi per scappare dalla propria consapevolezza e creatività; è un'allegoria dei pericoli del controllo mentale e lavaggio del cervello.

## Trama
“Uno scrittore alla ricerca del significato dell'esistenza si ritrova impelagato in una storia d'amore che arriva fino al multiverso, quanto più il romanzo che sta scrivendo si intreccia con la realtà”.
Mendle J. Orion è uno scrittore di fantascienza ormai completamente disilluso e disgustato dalla realtà che lo circonda. Per lui questa società tutta titoloni e superficialità è pura distopia. Una notte, però, durante un forte temporale, la sua vita cambia per sempre. Una misteriosa ragazza con intensi occhi blu si nasconde nel bagno della sua camera d'hotel alla convention di fantascienza WorldCon. La bella sconosciuta, che dimostra subito di avere una particolare sensibilità, non ha alcun ricordo del proprio passato precedente all'incontro. Orion è entusiasta di lei, sente scattare il colpo di fulmine mentre nota quanto la ragazza assomigli fisicamente all'eroina del suo romanzo. Sull'onda dell'euforia, la presenta agli amici come Aira Flight, il nome della viaggiatrice interdimensionale del suo libro.
Gli amici manifestano ben presto dubbi e sospetti riguardo alle intenzioni della donna, che sembra avere un'amnesia totale e guarda alla vita urbana contemporanea come se la vedesse per la prima volta. Si scontrano però con i sentimenti di Mendle, tanto da arrivare a chiedersi se non stia impazzendo. In particolare, è la sua ex, l'impeccabile e bella Sandra Wilford, a preoccuparsi, e decide di indagare sull'identità della giovane, anche perché vorrebbe riprendersi Mendle.
Mendle trasferisce sulla sconosciuta tutto l'amore per Aira Flight, il personaggio da lui stesso creato, e la porta a vivere a casa sua. Ora finalmente ha di fronte a sé, in carne e ossa e per tutto il tempo, quella compagnia comprensiva che era solito trovare solo nel mondo inventato della finzione. Orion si innamora della sconosciuta. È in soggezione con Aira e molto protettivo, perché lei sembra scoprire la vita quotidiana con la purezza di un neonato. Il crimine, le guerre, la povertà le sono sconosciuti. Fa esperienza dei sentimenti e delle cose belle - l'amore, la natura, la musica, il cibo, la moda - con innocente meraviglia, come se vivesse tutto per la prima volta. Per questo, nonostante, ad esempio, il piacere molto umano della ragazza per i videogiochi, Mendle è convinto che non sia una terrestre, e tale convinzione si radica in lui il giorno in cui si ritrovano a nuotare con i delfini e scopre che la misteriosa creatura non ha l'ombelico.
Anche ora che si mantiene sobrio, Orion nota la straordinaria somiglianza tra la ragazza e la descrizione che lui ha dato della protagonista del suo romanzo. Mentre ne scrive i capitoli, osserva che molti particolari della storia coincidono in modo inquietante con eventi reali del quotidiano. Mendle diventa ossessionato dalla sincronicità e dal modo particolare in cui, secondo lui, la finzione narrativa interagisce con la realtà. Quando condivide questi pensieri sopra le righe con Sandra, la donna lo convince a chiedere aiuto ad un professionista. Sandra è colpita soprattutto dalla sua convinzione di aver dato vita ad Aira con il proprio amore, in qualche modo, facendola così uscire dalle pagine che sta scrivendo.
Gli amici di Mendle sono sempre più preoccupati per la sua sanità mentale, anche se all'improvviso tutto intorno a lui gira nel verso migliore. Da quando ha incontrato la sconosciuta dai grandi occhi, Mendle è felice, produttivo e non beve più. Un cambiamento da festeggiare, non di cui preoccuparsi. Eppure, i sospetti e la determinazione di Sandra Wilford nello scoprire la vera identità di Aira Flight aumentano.
Contatta allora un conoscente all'interno di un'agenzia governativa, Paul Toor, allettandolo con l'idea di indagare su una persona non identificata che alcuni affermano essere extraterrestre. Wilford è un'abile manipolatrice, o almeno così crede, e Toor inizia a cercare informazioni su Aira. Insieme, seppur mossi da obiettivi diversi, scoprono varie tracce sulla ragazza e la sua vera identità.
Per vendicarsi, Sandra mostra a Mendle le prove che la sua “Ragazza dei Sogni” non è che una semplice mortale: c'è una patente che identifica la mistica Aira Flight come una donna dell'Illinois. Fare a pezzi la fantasia di Mendle, il suo unico conforto, le dà un perverso piacere. Lui però afferma che non ha importanza quale sia il nome della ragazza o il suo passato. Conosce la sua anima e ne è innamorato.
Proprio mentre Mendle accetta che, probabilmente, la ragazza che ha battezzato Aira Flight è una persona scomparsa e bisognosa d'aiuto, la memoria di lei inizia a tornare in improvvisi frammenti, anch'essi stranamente uguali al romanzo. Allora Sandra insinua in Mendle il dubbio che la ragazza possa aver letto il manoscritto ed essere solo una fan ossessionata che sta giocando con le sue fantasie. Mendle riguarda gli appunti. La somiglianza tra Paul Toor, l'investigatore governativo amico di Sandra, e un altro dei suoi personaggi, Loptoor, sembra un'altra bizzarra coincidenza.
Aira giura di non aver letto né gli appunti né il romanzo, anche perché lui lo aveva iniziato prima che si conoscessero. Però, man mano che le torna la memoria, molti ricordi sembrano venire direttamente dalle pagine di Mendle, e non riesce a spiegarsi come o perché.
E mentre tutti cercano delle ragioni che spieghino alcuni strani eventi, Sandra scopre che Paul Toor la sta manipolando: le prove sulla “vera identità” della ragazza chiamata Aira Flight sono false. Quando Sandra cerca di capire perché lo ha fatto, scopre più di quanto credeva possibile. E mentre il suo atteggiamento freddo e razionale va in pezzi, Mendle il disadattato invece ha in mano la situazione.
Il romanzo di Orion da semplice opera di fiction comincia a sembrare una realtà plausibile: il libro parla di un "light being", o essere di luce che viaggia tra varie dimensioni fino a materializzarsi in questo universo, ed è proprio quanto pare accadere con Aira.
Le tessere dello sconcertante puzzle alla fine si uniscono e svelano la verità sui vari personaggi e gli eventi occorsi. L'amore prevale e viene mostrato il portale verso un mondo di veri supereroi e infinite possibilità, che cancella il confine in cui la storia (la finzione) e il mondo reale (la fisica) si incontrano.

## Personaggi principali
- Mendle J. Orion - Mendle è uno scrittore solitario che mette in dubbio tutto ciò che lo circonda, deluso anche da come tutti ormai facciano solo sesso senza amore. Si ribella alla fisica newtoniana, di una realtà bloccata e decisa, e i suoi amici sono preoccupati perché sembra ormai quasi delirante. Trova sollievo alla solitudine solo nel romanzo che sta scrivendo, un nuovo tipo di fantascienza, la cui protagonista è una viaggiatrice interdimensionale chiamata Aira Flight, cui dà tutte le virtù e qualità che mancano alla sua fidanzata superficiale e manipolatrice.
- Aira Flight – Audace essere di luce che porta sapere e bellezza tra i vari sistemi stellari, Aira è l'eroina dell'ultimo romanzo di Mendle. È una mutaforma che può modificare il proprio aspetto e assumere infinite fattezze, o nessuna, se vuole. È gentile e molto fiera e coraggiosa. È in grado di amare incondizionatamente, per cui la vita cresce florida intorno a lei. Aira Flight è anche il nome che Mendle ha dato alla ragazza trovata alla convention, dopo aver capito che non ha alcun ricordo del proprio passato. L'uomo crede che sia un essere di luce ma lei sembra del tutto umana, finché non scoprono che non ha l'ombelico e questo infittisce il mistero sulla sua origine.
- Onx - Onx è un draghetto che viaggia con Aira Flight. Mendle dà lo stesso nome a un samoiedo bianco senza padrone, trovato la notte in cui ha incontrato la misteriosa sconosciuta che secondo lui è Aira Flight.
- Jorian - Un essere di luce del romanzo di Mendle, il vero amore di Aira Flight. In quanto esseri di luce, possono assumere varie forme, umane o no, per amarsi e comunicare.
- Sandra Wilford - Sandra è una giornalista ed ex ragazza di Mendle. Il suo interesse principale è prendersi cura del proprio corpo, già perfetto. Inoltre vuole tornare con Mendle e salvarlo, perché crede sia sull'orlo di perdere ogni relazione con la realtà.
- Dottor Alfred Kaufkiff – Lo psicoanalista specializzato nell'aiutare i propri pazienti ad organizzare e mettere ordine nella propria vita, spesso tramite ipnosi.
- Paul Toor | Loptoor - Toor è un impiegato del governo con un'inquietante somiglianza nell'aspetto e nel nome con un personaggio codardo e sonnambulo del romanzo di Orion.
- Lauryad – La navicella spaziale di Aira Flight, equipaggiata con strumenti di comunicazioni e oggetti d'arte, che viaggia manipolando il tessuto spaziale. È il mezzo di trasporto utilizzato nella missione di liberare le popolazioni dei pianeti asservite dall'ignoranza e dal sonnambulismo.

## Temi centrali
- Il potere creativo dell'uomo e il passaggio dalla finzione alla realtà. Essere consapevoli è senz'altro meglio che evitare la realtà.
- La creatività individuale e la consapevolezza (ovvero, il coraggio di osservare, sentire ed evolvere con coscienza) liberano gli "esseri viventi", mentre la Z Zone (la Zona Sonno) è un ingannevole atto di auto-tradimento.
- Incitamento ad aprire gli occhi contro le insidie mortifere del controllo mentale.
- Amore.
- Abilità sovrumane come incappare nelle coincidenze nello spaziotempo o addirittura cambiare la realtà molecolare sono legate al potere vitale dell'osservatore quantico sul mondo materiale.

## Predizioni del futuro
- Cura per la morte - Predetta da Vanna Bonta in Flight: A Quantum Fiction Novel nel 1995. Nel 2013, Google ha annunciato il lancio di una compagna il cui scopo è trovare una cura per la morte.[4][5][6]
- Quasar accoppiati con buchi neri - Quasar alimentati e appaiati a buchi neri sono stati descritti da Vanna Bonta nel 1995, mentre gli astronomi ne hanno annunciato la scoperta nel 2007.[7][8]
- Società utopica/distopica - Il romanzo Flight: a Quantum Fiction Novel di Vanna Bonta nel 1995 descrive una società distopica in cui la maggior parte della popolazione cerca la morte biologica, la desensibilizzazione e l'annullamento della coscienza per reprimere e mettere a tacere il tipico rimpianto umano verso gli errori e la perdita. Nel romanzo si ipotizza un lieto fine utopico ma accessibile, raggiunto grazie al potere della creatività e del dialogo tra gli esseri umani, usati per riparare quei malfunzionamenti e problemi che rendono difficoltosa una società basata sulla cooperazione. Predice l'unione dei popoli della Terra uniti in festeggiamenti di massa sincronizzati prima dell'avvento dei social media e ipotizza una festa mondiale (World Party Day) in opposizione alla guerra mondiale.
- Libri impermeabili

## Tecniche letterarie
- Il libro è un racconto in terza persona con una trama principale e una secondaria, che riguarda il romanzo scritto dal protagonista. Inoltre uno dei personaggi fa riferimento all'autrice dell'opera, Vanna Bonta.
- Il romanzo inizia con una domanda: "Chi è venuto prima, l'Osservatore o la particella?" ("Which came first -- the Observer or the particle?"). Bonta fa riferimento all'Osservatore nel senso dato dalla fisica quantistica a tutto ciò che occupa lo spaziotempo, dando all'osservatore (coscienza o registrazione meccanica) lo speciale ruolo di essere necessario alla creazione e alla percezione della realtà.[9] La domanda quindi ha come presupposto che anche la realtà sia una forma di finzione.

Mentre scrive il proprio romanzo, il personaggio Mendle Orion sperimenta eventi simili a quelli che fa accadere sulla pagina, ma inspiegabili nella vita quotidiana. Si ritrova quindi a districarsi con i concetti di causa ed effetto tra finzione e fisica, illusione e realtà, e con chi e cosa lui stesso sia. È un indizio dal quale i lettori possono svelare la realtà o l'illusione dietro l'identità dei personaggi, anche la vera identità di Aira Flight, la ragazza con l'amnesia che è sia uno dei protagonisti di Flight che un personaggio nel romanzo di Mendle.
- Il saggio espositivo è usato per presentare posizioni opposte sulle cose improbabili che accadono, ed è spesso associato ai personaggi più cinici.[10]
- La sincerità dei personaggi è espressa con un espediente inventato da Bonta che mette in parallelo le parole pronunciate ad alta voce da un personaggio con una frase in corsivo, ovvero cosa sta pensando nel frattempo. In alcuni personaggi coincidono; in altri c'è qualche differenza e in altri ancora sono completamente opposte.
- La canzone d'amore "Dream Lover" di Bobby Darin ricorre ogni volta che un personaggio accende la radio, un espediente che fa chiedere al lettore se quanto accade è deciso o casuale.
- Gli stati d'animo sono descritti come localizzati nello spazio e nel tempo, proprio come la realtà condivisa (fisica newtoniana) e la realtà individuale (posti unici e personali, fuori dal mondo). Ad esempio, nel libro lo stato di negazione unito al desiderio di smettere di avere sensazioni è il multiverso chiamato Z Zone (la “Zona del Sonno”).
- Un personaggio fa abuso di alcool e questo dettaglio serve per depistare il lettore e rendere più complessa l'illusione della realtà. Si getta il dubbio su cosa il personaggio percepisca davvero come realtà esterna, mentre cerca di capire cosa stia accadendo nella sua vita e perché.

Insinuare che la percezione del personaggio sia alterata chimicamente distrae dal mistero e aumenta la sorpresa delle rivelazioni nello scioglimento del romanzo.
- La prima riga del romanzo è "Prima che il Tempo fosse..." ("Once Before Time..."). Questa frase inquadra l'intera storia come potenzialmente fuori dalla realtà spaziotemporale in cui viviamo e, nel finale, serve a rafforzare la premessa dell'osservatore (cioè, la vera identità di ogni personaggio) verso l'interpretazione di una realtà “guidata dall'osservatore” all'interno della finzione romanzesca.

### La meccanica quantistica come tecnica letteraria
In Flight, Vanna Bonta inventa la metafora definitiva per l'idealismo della meccanica quantistica, ovvero "il mondo è tutto nella tua mente".
Secondo Mendle J. Orion, la sincronicità tra il romanzo che sta scrivendo e le coincidenze che accadono nella sua vita non sono soprannaturali o paranormali, ma il risultato di comportamenti propri della fisica subatomica della realtà, come la correlazione quantistica (entanglement).
Gli amici di Mendle invece lo prendono per matto e pensano che stia soccombendo al delirio per cui si crede in grado di modificare la realtà. L'aspetto coerente della realtà è rappresentato proprio dal loro forte accordo su questo punto, contro cui Orion, ribelle e disadattato, diventa decoerente. Il personaggio crede che la sua realtà dipenda dalla sua coscienza in quanto osservatore (a causa del quale le onde collassano nella realtà).
Causa ed effetto di ciò che è accaduto prima – quello che Mendle Orion sta scrivendo o gli eventi che avvengono nella sua vita vera – sono scritti come in un romanzo mystery. Questo tema ha come presupposto che tutta la realtà sia una forma di finzione, in base alla teoria quantistica per cui deve esserci un osservatore affinché le potenzialità diventino realtà.
Il libro è un'allegoria delle parti che compongono la realtà, e usa la fisica per mettere a confronto materiale vs spirituale. La realtà in senso newtoniano è contrapposta a quella in senso quantico, e questo parallelo è esplicitato dai personaggi che usano solo i propri sensi limitati confrontati con quelli invece consapevoli di tutte le potenzialità e del reame invisibile della realtà, che si comporta come i quanti (particelle e onde), ovvero non solido o spirituale, ma entrambi contemporaneamente, in base a chi osserva.
Nel personaggio di Sandra Wilford è rappresentata la realtà newtoniana, come una giornalista ossessionata dal proprio corpo. Aira Flight invece è un puro essere di luce che si ritrova per la prima volta in una realtà newtoniana. Mendle Orion è entrambi, spinto dai desideri fisici e dalle dipendenze e insieme vagamente consapevole che la vita è più di questa realtà materiale e che lui è più di questa identità fissata.
Il romanzo che uno dei personaggi sta scrivendo nel romanzo stesso viene usato per ampliare il mistero e illustrare la complessità della realtà.
Uno dei personaggi parla dell'autrice del romanzo come di una sua amica, facendo un collegamento con un universo parallelo. Gli universi paralleli sono richiamati anche nella struttura del romanzo-nel-romanzo, perché ciò che Orion scrive poi accade anche nella vita vera.

### La struttura come tecnica letteraria
Il romanzo inizia prima del Tempo ("Once Before Time...").
E.E. Cummings posizionava le parole sulla pagina con fini letterari, e lo stesso fa Flight utilizzando numerosi elementi di disposizioni grafiche particolari.
Il plot del romanzo ha la stessa struttura del tempo. Ci sono 60 capitoli, così come il tempo si misura in 60 secondi e 60 minuti.
Il numero dei capitoli è indicato all'interno dell'immagine di un orologio. Il capitolo 1 segna l'una, il capitolo 2 le due e così via.
Il romanzo imita il modo in cui la mente umana percepisce il tempo, a volte più veloce, altre più lento: ad esempio, il capitolo 10 è solo una parola; il 38, il 39 e il 40 sono uniti sotto un unico orologio; il 37 è composto solo da una frase; i capitoli dal 49 al 60 si sviluppano fino all'ultima pagina come un conto alla rovescia, da 10 ad 1, ovvero un evento mondiale sincronizzato che segna la fine della storia.
Il romanzo-nel-romanzo che scrive Mendle appare come se fosse scritto sullo schermo di un computer.
La grafica del titolo nell'edizione originale rilegata era fatta in modo che sia l'intera parola Flight che quella interna light sembrassero illuminate, a sottolineare che si racconta un'avventura alla velocità della luce.

### Parole coniate
Alla fine il romanzo ha un glossario che contiene parole inventate, come "thought-reach" o "sensor-mate", e la spiegazione di alcuni elementi della storia.

## Storia editoriale
In un primo momento, il romanzo fu rappresentato dall'agenzia letteraria ICM di New York, uno dei cui agenti volò a Los Angeles per far firmare Vanna Bonta.
I senior editor di quattro grandi case editrici, tra cui Simon & Schuster e Macmillan, fecero delle offerte per acquistare i diritti di pubblicazione. Il senior editor della Arbor House John Dodd cercò per ben tre volte di comprarlo. I tentativi di acquisire il libro furono bloccati dai rispettivi uffici marketing, i quali affermarono di non sapere in quale genere narrativo catalogare il libro e venderlo. Non era fantascienza né mystery, né paranormal né romance o fantasy. Alla fine, i responsabili marketing ebbero la meglio su tutti questi importanti editor, anche se Bonta diede loro un'etichetta di genere, che era anche parte del titolo, la "quantum fiction".
Dopo aver rifiutato di riscrivere il romanzo per un'edizione tascabile con Simon & Schuster, Bonta infine accettò l'offerta di entrare a far parte di un'agenzia editoriale piccola e curata, gestita da un ex editor di Doubleday e investitore cinematografico.
Flight: A Quantum Fiction Novel fu pubblicato in edizione rilegata nel 1995, e fece incetta di recensioni. Secondo la American Library Association è un romanzo "auspicious" e "genre-bending"; invece il Publishers Weekly chiedeva più "quantum fiction". Il romanzo venne venduto sugli scaffali di letteratura della grande catena Barnes & Nobles e in altre librerie.

## Ricezione

### Critiche letterarie
Sin dall'inizio, il romanzo ha ricevuto recensioni positive. Ha introdotto la quantum fiction come il genere letterario del XXI secolo. Publishers Weekly ha scritto "Whatever 'quantum fiction' is, we need more of it." La American Library Association lo ha definito "auspicious" e "genre-bending."
Giornali e lettori hanno risposto molto bene, e ne hanno parlato sia un popolare talk-show americano che la radio.
Nel 1996 Flight fu presentato a Firenze presso la Camerata dei Poeti. Tra i relatori c'era Gabriella Fiori, biografa italiana di Simon Weil e professoressa di filosofia all'università di Padova, che definì Flight "geniale, rivoluzionario, un capolavoro".
Presto però, intorno al romanzo è nata una forte controversia tra fan premurosi e detrattori. Una comunità online ha radunato i propri membri per scrivere commenti personali negativi e farli passare come critiche sostanziali, per vandalizzare siti, bandire il libro e vietare di menzionare l'autrice o la quantum fiction. Alcuni lettori divennero ossessionati a tal punto da credere che il romanzo non fosse un'opera di fantasia ma una rivelazione sull'esistenza, qui sulla terra, di entità provenienti da altre dimensioni.
L'autrice è stata invitata al "The Ricki Lake Show", un famoso programma televisivo americano, per parlare del libro e della vita extraterrestre, e discutere le teorie di quei lettori che lo consideravano non un romanzo di invenzione ma un saggio su un vero ET vivente tra noi, o che credevano l'autrice stessa una extraterrestre. Tra i vari pettegolezzi, infatti, si diceva che Bonta, come la protagonista, non avesse ombelico.
Per i fan, il libro era una favola del XXI secolo sulla realtà quantica, termine che è entrato nel lessico generale proprio in quel periodo.

## Adattamenti

### Audiolibro
Di Flight: A Quantum Fiction Novel, Vanna Bonta, che ha lavorato spesso come doppiatrice, ha registrato una versione integrale in audiolibro.

## Impatto culturale
- Il giornale St. Petersburg Times lo ha definito "la prima opera di quantum fiction della storia"[37] e ilPublishers Weekly ha affermato che "qualunque cosa sia la quantum fiction, ce ne serve di più".[38]
- Bonta è stata invitata al "The Ricki Lake Show" per parlare dei tantissimi fan che rimasero molto impressionati dal romanzo.[39]
- Bonta è stata intervistata da Hugh Rodham nel suo talk-show radiofonico.[40]
- La serie televisiva americana La storia dell'universo nel 2009 ha sceneggiato la simulazione di un possibile futuro in cui si vede la prima donna incinta nello spazio intenta a leggere Flight.
- I fan del romanzo misero in scena un evento che accade alla fine del libro, il 3 aprile. Dal 1996, il numero dei partecipanti a quello che poi è diventato il World Party Day è andato aumentando, un caso esemplare di vita che imita tanto l'arte quanto il presupposto stesso della quantum fiction, ovvero che le persone prendono parte alla creazione della realtà.
- Altri scrittori hanno definito le loro opere "quantum fiction", finché non è diventato un genere narrativo riconosciuto tanto in ambito letterario e accademico quanto nel processo creativo.
- Riferimenti alla quantum fiction si trovano in un articolo del quotidiano Guardian, che la definisce uno dei migliori strumenti a disposizione della fantascienza.[41]
- Una navicella spaziale in competizione per il premio Northrop Grumman X-Prize Cup Lunar Lander Challenge è stata chiamata Lauryad in onore dell'astronave del romanzo di Bonta.[42][43]